# Torre e arco di Castruccio Castracani
La torre e l'arco a Montopoli in Val d'Arno sono intitolate a Castruccio Castracani, che si dice sia stato ferito durante l'assedio di Montopoli.

## La torre di San Martino
La torre di San Martino è situata all'estremità settentrionale di via Barberia, nel centro dell’abitato di Montopoli. È un'alta struttura costruita in laterizi che si sviluppa su quattro piani, con finestre monofore ad arco sui prospetti meridionale e orientale e piccole feritoie sul lato settentrionale.
Insieme alla muratura che in parte ancora la cinge e al cosiddetto arco di Castruccio faceva parte delle fortificazioni realizzate per la difesa di questa parte del castello di Montopoli tra il tardo XII e il XIV secolo.
Attualmente è stata abbassata e coperta da un tetto a doppia falda per essere inglobata in una struttura abitativa privata.

## L'arco dettodi Castruccio
Probabilmente, più che un vero elemento di accesso, l’arco di Castruccio era parte di una struttura che con la Torre di San Martino aveva funzione di antiporta, aprendosi nella cinta muraria chedifendeva la rocca sul lato est.
Congiungendosi con il ridotto fortificato della torre di San Martino, esso funzionava da prosecuzione del camminamento sopraelevato che correva lungo la recinzione della rocca stessa.
La parte inferiore della muratura è realizzata in bozzette di pietra arenaria locale, mentre la parte restante è costruita in laterizi. La porzione superiore dell’arco è stata restaurata negli ultimi decenni.
Nonostante la sua attuale denominazione, non ci sono notizie certe che esso sia riconducibile in modo diretto alla figura del condottiero lucchese visto che il Castracani non riuscì mai ad avvicinarsi e ad espugnare Montopoli. Secondo alcune fonti ottocentesche l’arco gli fu intitolato in ricordo del ferimento di Castruccio proprio durante l’assedio del castello montopolese, anche se i documenti del tempo non testimoniano il fatto, riportato invece in relazione alla battaglia di Montecatini (1315) e all’assalto di Fucecchio (1323).

## Video ricostruttivi
La Direzione Scientifica del Museo Civico di Montopoli in Valdarno nell’ambito delle attività progettate con il Sistema Museale del Valdarno di Sotto ha realizzato un video con la ricostruzione 3D della torre di San Martino e dell’arco “di Castruccio” nel più ampio ambito del castello di Montopoli nel Trecento, basandosi sui più recenti studi di queste strutture fortificate.